# Кожабахы
Кожабахы (каз. Қожабақы, в русском переводе иногда встречается вариант написания названия как: Кожабакы) — село в Казалинском районе Кызылординской области Казахстана. Административный центр Арандинского сельского округа. Код КАТО — 434433100.

## Население
В 1999 году население села составляло 1876 человек (970 мужчин и 906 женщин). По данным переписи 2009 года, в селе проживало 1698 человек (868 мужчин и 830 женщин).